# Augment
Cette page contient des caractères spéciaux ou non latins. S’ils s’affichent mal (▯, ?, etc.), consultez la page d’aide Unicode.
Dans le domaine indo-européen, l’augment est un élargissement par son début du radical des verbes qui va de pair avec des désinences personnelles et s’utilisant pour les temps du passé de l'indicatif en grec ancien et moderne (à moins qu'il ne s'agisse ici d'un simple support d'accent, cf. van Oostendorp, en sanskrit, en arménien classique et en phrygien).
Dans les langues classiques, le procédé rappelle le redoublement du radical qui marque le passé dans certaines langues indo-européennes. Aussi, il est malaisé de classer l'augment parmi les préfixes. D'autant plus que l'augment s'ajoute généralement après les préfixes (il existe de rares contre-exemples en sanskrit).
On ne peut affirmer avec certitude que ce procédé est issu de l'indo-européen commun : hormis les quatre langues citées, l'augment n'apparaît nulle part (on signale toutefois une attestation sûre en mycénien). Il est possible de penser que l'augment était à l’origine une particule déictique, qui s'est adjointe au verbe par univerbation. La concurrence des formes avec augment et sans augment — dites « injonctives » — dans quelques corpus (grec homérique, sanskrit védique, arménien classique) suggère un prolongement dans les formes à augment de cette ancienne valeur déictique.

## Fonctionnement
Il existe deux formes d'augments, selon la nature du premier phonème du mot ou du radical.

### Augment syllabique
Il ajoute une syllabe au mot quand celui-ci commence par une consonne.
Comparez la construction des passés des verbes issus du radical indo-européen *bʰer- (« porter ») : 
- arménien classique : ե-բեր (e-ber) ;
- grec ancien : ἔ-φερε (é-phere) ;
- sanskrit :  अ-भरत् (á-bharat).

En grec ancien, par exemple, l'imparfait se construit au moyen de l'augment ἐ- (e-) et des désinences voulues, comme dans ἐλάμϐανον (elámbanon, « je prenais », imparfait de λαμϐάνω, lambánô, « prendre »).

### Augment temporel
Dans les verbes à initiale vocalique, cependant, l'augment est asyllabique et consiste en un allongement de la première voyelle radicale (on parle d'un augment temporel ; c'est un cas de flexion interne) : ainsi en sanskrit, l'imparfait du verbe अत्ति (atti, « manger ») (construit avec un infixe alternant -ना- / -नि-, -nā- / -nī-) est आश्नाम् (āśnām). Dans les faits, la dichotomie augment syllabique / augment temporel est secondaire : à l'origine, il n'existait qu'un augment syllabique. Lorsque le radical verbal commence par une voyelle, c'est par contraction que l'on obtient une voyelle longue (आश्नम् (āśnām) provient simplement de आआश्नाम् (aaśnām)).
Dans les verbes grecs commençant par ι- (i-) ou υ- (u-), l'augment temporel est un allongement simple qui ne peut remonter à une contraction avec le préfixe ἐ- (e-). Il est certain que cet allongement est analogique de celui que subissent les autres verbes. Par exemple, le verbe ὑφαίνω (huphaínô, « tisser ») utilise un thème ὕφην- (hū́phên-) à l'aoriste.

## Place de l'augment
L'augment précède la racine et fonctionne comme un préverbe inséparable. Ainsi, dans un verbe composé, l'augment se place après d'éventuels préfixes. Par exemple, en sanskrit, le présent अपभरति (apabharati, « il emporte ») devient l'imparfait अपाभरत् (apābharat, « il emportait », c'est-à-dire अपअभरत् (apaabharat), avec sandhi par contraction entre la voyelle finale du préfixe अप- (apa-) et l'augment). En grec ancien, le présent ἀποφέρω (apophérô, « emporter ») devient l’imparfait ἀπέφερον (apépheron, « j'emportais »), avec élision de la voyelle finale du préfixe ἀπο- (apo-) devant l'augment.
Dans ces deux langues, placer une voyelle entre deux morphèmes d'un verbe entraîne très souvent des modifications dues aux règles de sandhi. Par exemple, le verbe συλλέγω (sullégô, « réunir ») fait συνέλεγον (sunélegon, « je réunissais ») à l'imparfait car le préfixe συν- (sun-, « avec »), passé à συλ- (sul-) devant le λ (l ) du radical par assimilation régressive, reprend sa forme étymologique une fois que l'augment s'est intercalé.

## Remarque
En dehors du domaine indo-européen, le terme d'« augment » s'emploie parfois pour désigner des segments qu'on hésite à qualifier de préfixes (pour certaines langues bantoues, par exemple).